# Esfoliazione

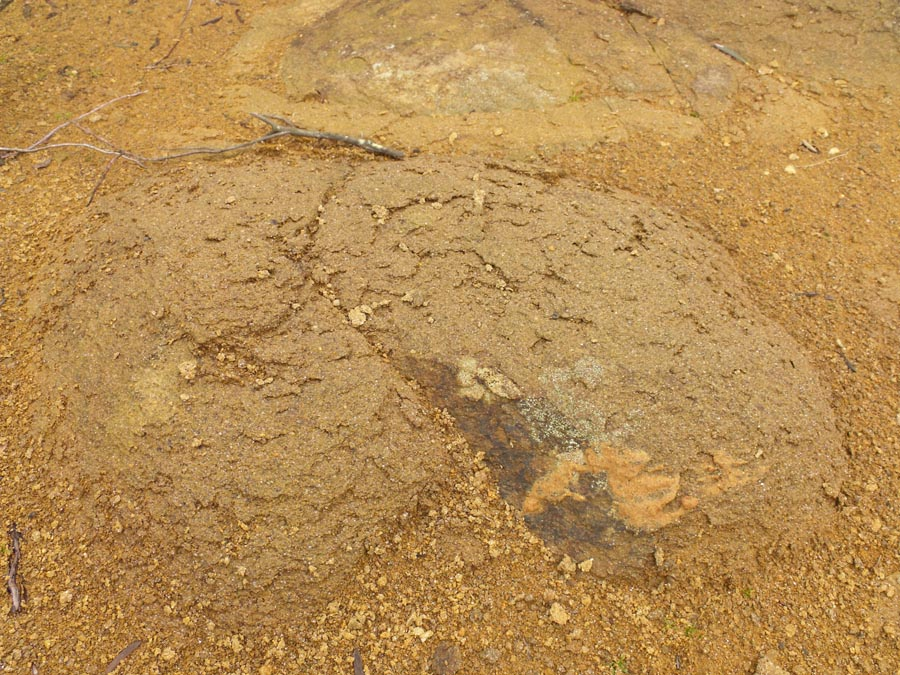
Esfoliazione su arenaria del Verrucano in Toscana.

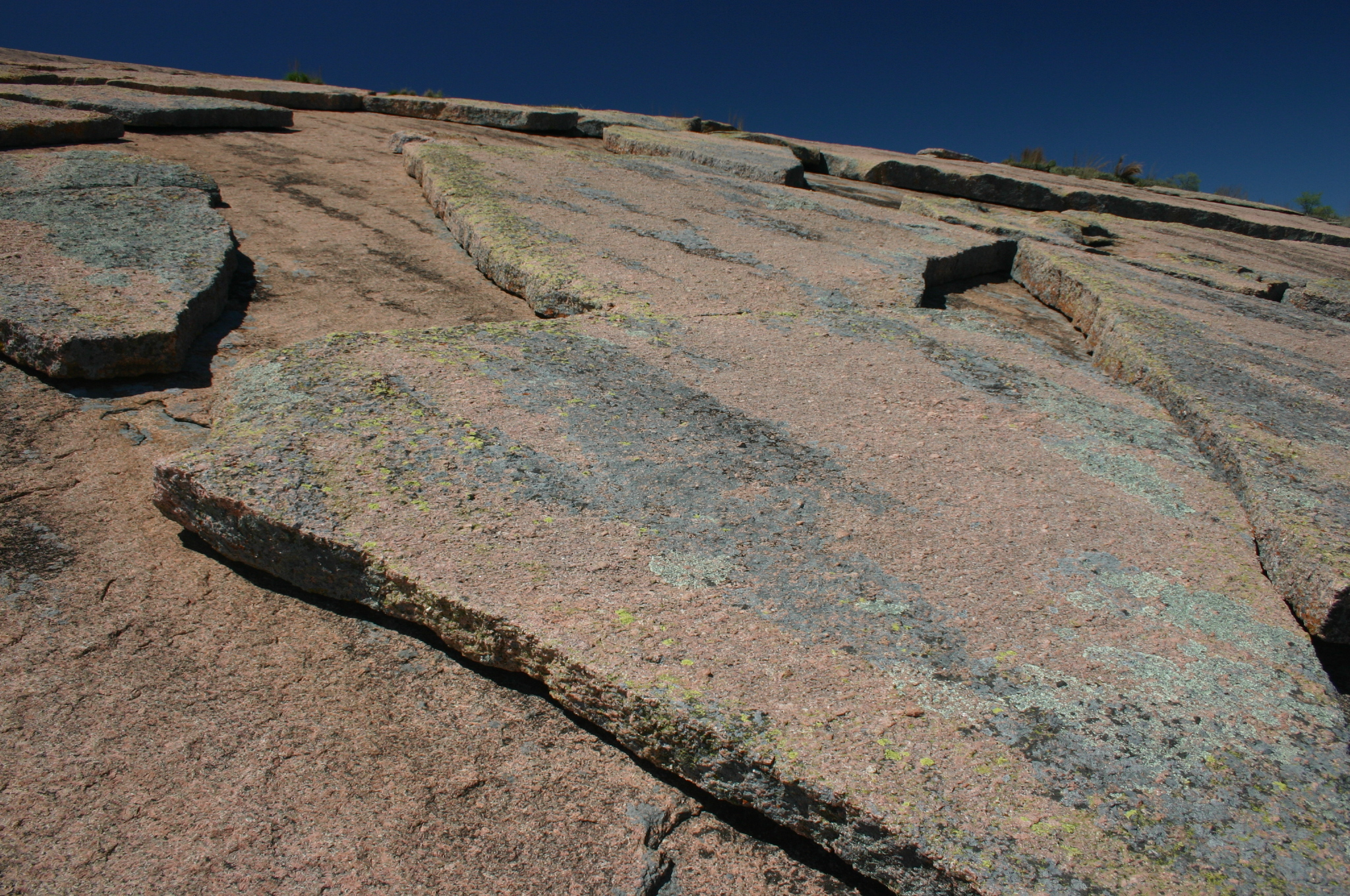
Diaclasi di esfoliazione nel granito nella riserva naturale della Roccia Incantata (Texas, USA). I blocchi distaccati sono scivolati lungo il piano diaclasico notevolmente ripido.

Le diaclasi di esfoliazione o semplicemente esfoliazioni sono sistemi di frattura paralleli alla superficie che si formano nelle rocce spesso portando all'erosione le lastre concentriche.

## Caratteristiche generali delle diaclasi di esfoliazione
- In genere seguono la topografia[1].
- Dividono la roccia in lastre sub-planari[2].
- La spaziatura della diaclasi aumenta con la profondità da pochi centimetri vicino alla superficie ad alcuni metri[3].
- La profondità massima in cui si verificano è intorno ai 100 metri[4].
- Le diaclasi più profonde hanno un raggio maggiore di curvatura, che tende a smussare gli angoli del paesaggio man mano che il materiale viene eroso[5].
- La modalità di fratturazione è di tipo tensivo[6].
- Succedono in molte zone climatiche e litologiche diverse, non solo nei paesaggi ghiacciati[7].
- La roccia ospite in genere subisce la diaclasi in modo irregolare, isotropicamente, e ha un'alta resistenza alla compressione[8].
- Possono avere curvature concave e convesse verso l'alto[9].
- Sono spesso associate a forme di compressione secondarie come l'arco, l'ingobbatura e l'A-tents (lastre allacciate)[10].

## Formazione delle diaclasi di esfoliazione
Nonostante il loro verificarsi in paesaggi molto diversi, i geologi non hanno ancora raggiunto un accordo su una teoria generale comune in merito alla formazione della diaclasi di esfoliazione. Molte diverse teorie sono state proposte; qui di seguito riportiamo una breve carrellata delle più comuni.

### Rimozione del sovraccarico e ripercussioni
Questa teoria è stata inizialmente proposta dal pioniere geomorfologo Grove Karl Gilbert nel 1904 ed è ampiamente diffusa nei testi introduttivi di geologia. La base di questa teoria è che l'erosione del sovraccarico e l'esumazione della roccia sepolta in profondità verso la superficie del suolo permette alla roccia precedentemente compressa di espandersi radialmente, creando tensioni di trazione e fratturando la roccia in strati paralleli alla superficie del suolo. La descrizione di questo meccanismo ha portato a una certa indecisione nel definire la diaclasi di esfoliazione, incluso il rilascio della pressione o le diaclasi di decompressione. Anche se la logica di questa teoria è affascinante, ci sono molte incongruenze con il campo e le osservazioni di laboratorio che rivelano la sua probabile incompletezza, come ad esempio:
- Le diaclasi di esfoliazione possono essere trovate nelle rocce che non sono mai state sepolte in profondità.
- Gli studi di laboratorio dimostrano che la semplice compressione e la decompressione dei campioni di roccia sotto condizioni realistiche non causano fratturazione.
- Le diaclasi di esfoliazione sono più comunemente trovate in regioni di tensione compressiva parallela alla superficie, laddove questa teoria richiede loro di verificarsi in zone di estensione.

Una possibile estensione di questa teoria da abbinare con la teoria della tensione compressiva (delineata sotto) è la seguente: L'esumazione delle rocce sepolte in profondità mitiga la tensione verticale, ma le tensioni orizzontali possono permanere in una massa rocciosa adeguata in quanto il mezzo è confinato lateralmente. Le sollecitazioni orizzontali si allineano con la superficie del suolo attuale come la spinta verticale scende a zero lungo questo confine. Così le tensioni di compressione parallele alla superficie possono essere generate attraverso l'esumazione che può portare alla rottura della roccia sottoposta come viene descritto di seguito.

### Tensione termoelastica
La roccia si espande sotto l'azione del calore e si contrae con il raffreddamento e i suoi diversi minerali costituenti hanno tassi variabili di dilatazione/contrazione termica. Le variazioni di temperatura quotidiane sulla superficie rocciosa possono essere abbastanza estese, e molti hanno suggerito che le sollecitazioni create durante il riscaldamento costringono la zona di roccia superficiale ad espandersi, sfaldandosi in lastre sottili. Si è osservato che le grandi fluttuazioni di temperatura diurna o quelle provocate dagli incendi danno come risultato laminazione sottile e sfaldamento nelle superfici rocciose; questo processo è definito ugualmente con il termine esfoliazione. Tuttavia, poiché le fluttuazioni delle temperature diurne arrivano soltanto a pochi centimetri nella roccia (a causa della scarsa conduttività termica), questa teoria non riesce a spiegare la profondità osservata nella diaclasi di esfoliazione che a volte raggiunge i 100 metri.

### Erosione chimica
La erosione minerale dovuta all'infiltrazione dell'acqua può causare lo sfaldamento di una sottile pellicola di roccia in superficie in quanto il volume di alcuni minerali aumenta con l'idratazione. Tuttavia, non tutta l'idratazione minerale corrisponde al volume aumentato, mentre le osservazioni sul campo mostrano che le superfici delle diaclasi di esfoliazione non subiscono una significativa alterazione chimica.

### Sollecitazioni a compressione e fratture estensionali
Le grandi sollecitazioni di compressione parallele alla superficie (libera) del terreno possono creare fratture di tipo tensive nella roccia, dove la direzione della propagazione della frattura è parallela alla maggiore sollecitazione compressiva principale e la direzione della frattura che si apre è perpendicolare alla superficie libera. Questo tipo di fratturazione è stata osservata in laboratorio almeno fin dal 1900 (nei carichi compressivi illimitati sia uniassiali che biassiali. Le fratture tensive possono formarsi in un campo di sollecitazione compressiva dovuta all'influenza delle microfratture che pervadono il reticolo della roccia e all'estensione delle cosiddette fratture d'ala (Wing Cracks) vicino alle punte delle microfessure preferenzialmente orientate, che quindi si curvano e si allineano con la direzione della sollecitazione compressiva principale. Le fratture formate in questo modo sono talvolta chiamate clivaggio assiale, spaccature longitudinali o estensive, e sono in genere osservate in laboratorio durante test di compressione uniassiale. Le alte sollecitazioni compressive orizzontali o parallele alla superficie possono derivare da tensioni regionali tettoniche o topografiche, o da erosione o scavi effettuati nello "strato superficiale" (overburden).
Considerando gli elementi di prova sul campo e le osservazioni degli eventi, la modalità di frattura e le forme secondarie, le alte sollecitazioni a compressione parallele alla superficie e la fratturazione estensionale (clivaggio assiale), questa sembra essere la teoria più plausibile che riesca a spiegare la formazione delle diaclasi di esfoliazione.

## Importanza per l'ingegneria geotecnica
Riconoscere la presenza delle diaclasi di esfoliazione può avre importanti ripercussioni nell'ingegneria geotecnica. Degna di nota potrebbe essere la loro influenza sulla stabilità dei versanti. Le diaclasi di esfoliazione seguendo la topografia delle pareti vallive acclivi, i versanti collinari di roccia in posto e le falesie (cliffs) possono formare blocchi di roccia particolarmente soggetti allo slittamento. Specialmente quando la base del versante è tagliata (naturalmente o artificialmente dall'uomo), lo scivolamento lungo i piani diaclasici di esfoliazione diventa probabile, se l'inclinazione della diaclasi eccede il suo angolo d'attrito. Anche i lavori di fondazione possono esserne influenzati, per esempio nel caso delle dighe. Le diaclasi di esfoliazione sottostanti alla fondazione di una diga possono rappresentare un significativo pericolo di instabilità (leakage), mentre l'aumento della pressione dell'acqua sulla diaclasi può provocare il sollevamento o lo scivolamento della diga. Oltre a questo, le diaclasi di esfoliazione possono esercitare un forte controllo direzionale sul flusso dell'acqua del sottosuolo e il trasporto di inquinanti.

## Note

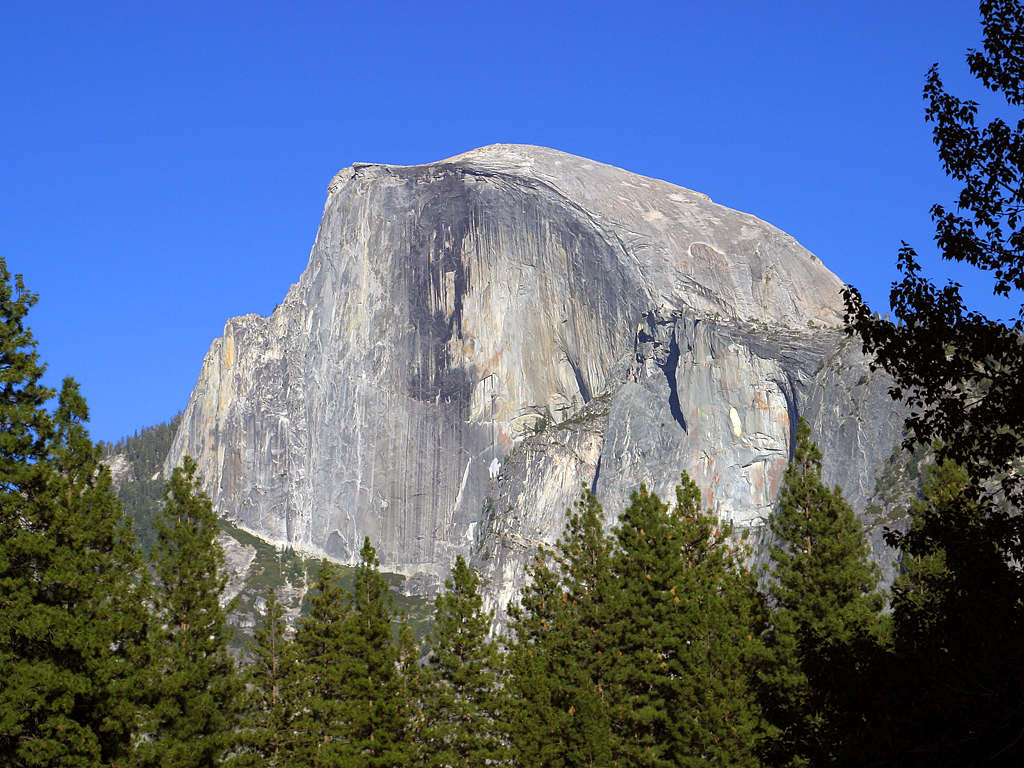
Le diaclasi di esfoliazione hanno modificato le parti in superficie delle massicce rocce granitiche del parco nazionale di Yosemite, favorendo la formazione di molte cupole spettacolari, compresa la Half Dome [mezza cupola] mostrata qui nella foto.